# Les Plus Beaux Villages de France
Les Plus Beaux Villages de France (vertaald: De mooiste dorpen van Frankrijk) is een onafhankelijke organisatie in Frankrijk, die op basis van kandidaturen, de dorpen in Frankrijk aanwijst die zij de mooiste vindt. Voor ieder dorp dat de organisatie heeft gekozen geeft ze aan waarop haar keuze is gebaseerd. De organisatie werkt vooral in het belang van het Frans cultureel erfgoed en het toerisme. Er zijn 176 dorpen aangewezen (stand februari 2024).
Om opgenomen te worden, dient aan een aantal criteria te worden voldaan, die zijn opgenomen in de statuten van de organisatie. Zo mag het betrokken dorp niet meer dan tweeduizend inwoners hebben, moeten er minimaal twee artistieke, historische, wetenschappelijke of pittoreske locaties zijn in de plaats en moet het draagvlak tot aanvraag bewezen worden via een goedkeuring door het gemeentebestuur. Ook dienen de gemeenten een bedrag van 900 euro te betalen om de evalutatie te bekostigen.
Hoewel er sprake is van de mooiste dorpen, gaat het hier niet om een klassement. Het lidmaatschap brengt geen verplichtingen met zich mee en veel dorpen die voldoen aan de voorwaarden zijn zelf geen kandidaat. Het is dus noch een officieel Frans label, noch een wedstrijd. Op de naam en logo werd een patent geregistreerd bij het INPI. Sinds 2012 gebruikt de organisatie een nieuw logo.
De departementen van de Dordogne en de Aveyron kennen elk 10 aangesloten dorpen. Het departement van de Vaucluse heeft 7 dorpen die het label hebben. Het departement van de Lot komt vlak erna met 6 dorpen, waaronder een van de bekendste, dat van Saint-Cirq-Lapopie.

## Geschiedenis
De vereniging Les Plus Beaux Villages de France werd opgericht in Collonges-la-Rouge (Corrèze) in 1982 op initiatief van Charles Ceyrac. Onder invloed van het album « Les Plus Beaux Villages de France » van de Franse versie van Reader's Digest (een boek dat hij in 1981 ontdekte in de etalage van een boekhandel waarop zijn dorp op de cover stond), besloot hij een organisatie op te richten die de dorpen samenbrengt om hen uit de anonimiteit te halen en hun economie te stimuleren. Hij schreef de 100 burgemeesters die voorkomen in het boek aan voor hun steun aan dit project. 70 onder hen beantwoordden zijn oproep en op 6 maart 1982 werd de organisatie opgericht in Salers, in de Cantal.
Op dit ogenblik is de voorzitter de burgemeester van Yèvre-le-Châtel (Loiret), Alain Di Stefano, die de fakkel overnam van Charles Maurice Chabert in 2020. De organisatie stelt 4 mensen te werk en heeft een budget van 479 000€. Een kandidatuur en de 6- of 9-jaarlijkse herevaluatie, vereisen expertise van de kwaliteitscommissie van de vereniging. Om de kosten van dit alles te dekken stort elke deelnemende gemeente een forfaitair bedrag van 1 200€ voor de eerste 300 inwoners en 2,5€ per inwoner bovenop die 300 (met een maximum totaalbedrag van 4 800€ oftewel de bijdrage voor 1 740 inwoners).
De zetel van de organisatie is gelegen in Collonges-la-Rouge, het kantoor van het hoofdbestuur ligt in Clermont-Ferrand.
Sinds 2000 is de voorzitter van de organisatie lid van de nationale raad voor toerisme, als vertegenwoordiger voor de organisaties die het cultureel en natuurlijk erfgoed (her)waarderen.
Volgens de organisatie zorgt het label voor 32 miljoen toeristen (2013) (een gelabeld dorp trekt 30 tot 40% meer toeristen aan). Er bestaat competitie met andere labels die zich onderscheiden via afwijkende voorwaarden (zoals inwoneraantal...) wat volgens media tot een ware labeloorlog leidt.

## Toelatingscriteria
De 27 toelatingscriteria zijn, volgens de organisatie, voldoende streng zodat slechts 1 aanvraag op 5 weerhouden wordt. De voorwaarden om een kandidatuur in te dienen zijn de volgende:
- maximaal bevolkingsaantal van 2000 inwoners (van de betrokken (deel)gemeente),
- minstens twee geklasseerde sites of monumenten,
- het toevoegen van een aanvraag tot toetreding goedgekeurd door de gemeenteraad,
- het bewaken van het landschapszicht via de Ruimtelijke ordening.

Er gaat een technische expertise door via een plaatsbezoek, waarna elk dossier uiteindelijk nog  grondig bestudeerd wordt door de kwaliteitscommissie van de organisatie. Deze kwaliteitscommissie bevat verkozenen en experten en komt tweemaal per jaar samen.
Een jaarlijkse bijdrage wordt verwacht van de aangesloten gemeenten; indien hier niet aan voldaan wordt of indien er niet langer voldaan wordt aan andere voorwaarden worden ze geweerd uit de organisatie.

## Lijst van Les Plus Beaux Villages de France

### Auvergne-Rhône-Alpes
- Ain
  - Pérouges
- Allier
  - Charroux
- Ardèche
  - Balazuc
  - Vogüé
- Cantal
  - Salers
  - Tournemire
- Drôme
  - Châtillon-en-Diois
  - La Garde-Adhémar
  - Grignan
  - Mirmande
  - Montbrun-les-Bains
  - Le Poët-Laval
- Haute-Loire
  - Arlempdes
  - Blesle
  - Lavaudieu
  - Lavoûte-Chilhac
  - Polignac
  - Pradelles
- Haute-Savoie
  - Yvoire
- Isère
  - Saint-Antoine-l'Abbaye
- Loire
  - Sainte-Croix-en-Jarez
- Puy-de-Dôme
  - Montpeyroux
  - Usson
- Rhône
  - Oingt
- Savoie
  - Bonneval-sur-Arc

### Bourgogne-Franche-Comté
- Côte-d'Or
  - Châteauneuf-en-Auxois
  - Flavigny-sur-Ozerain
- Doubs
  - Lods
- Haute-Saône
  - Pesmes
- Jura
  - Baume-les-Messieurs
  - Château-Chalon
- Saône-et-Loire
  - Semur-en-Brionnais
- Yonne
  - Noyers-sur-Serein
  - Vézelay

### Bretagne
- Côtes-d'Armor
  - Moncontour
- Finistère
  - Locronan
- Ille-et-Vilaine
  - Saint-Suliac
- Morbihan
  - Rochefort-en-Terre

### Centre-Val de Loire
- Cher
  - Apremont-sur-Allier
  - Sancerre
- Indre
  - Gargilesse-Dampierre
  - Saint-Benoît-du-Sault
- Indre-et-Loire
  - Candes-Saint-Martin
  - Crissay-sur-Manse
  - Montrésor
- Loir-et-Cher
  - Lavardin
- Loiret
  - Yèvre-le-Châtel

### Corsica
- Corse-du-Sud
  - Piana
- Haute-Corse
  - Sant'Antonino

### Grand Est
- Bas-Rhin
  - Hunspach
  - Mittelbergheim
- Haut-Rhin
  - Bergheim
  - Eguisheim
  - Hunawihr
  - Riquewihr
- Moselle
  - Rodemack
  - Saint-Quirin

### Hauts-de-France
- Aisne
  - Parfondeval
- Oise
  - Gerberoy

### Île-de-France
- Val-d'Oise
  - La Roche-Guyon

### Normandië
- Calvados
  - Beuvron-en-Auge
- Eure
  - Le Bec-Hellouin
  - Lyons-la-Forêt
- Manche
  - Barfleur
- Orne
  - Saint-Céneri-le-Gérei
- Seine-Maritime
  - Veules-les-Roses

### Nouvelle-Aquitaine
- Charente
  - Aubeterre-sur-Dronne
- Charente-Maritime
  - Ars-en-Ré
  - Brouage
  - La Flotte-en-Ré
  - Mornac-sur-Seudre
  - Talmont-sur-Gironde
- Corrèze
  - Beaulieu-sur-Dordogne
  - Collonges-la-Rouge
  - Curemonte
  - Saint-Robert
  - Ségur-le-Château
  - Turenne
- Dordogne
  - Belvès
  - Beynac-et-Cazenac
  - Castelnaud-la-Chapelle
  - Domme
  - Limeuil
  - Monpazier
  - La Roque-Gageac
  - Saint-Amand-de-Coly
  - Saint-Jean-de-Côle
  - Saint-Léon-sur-Vézère
- Haute-Vienne
  - Mortemart
- Lot-et-Garonne
  - Monflanquin
  - Pujols-le-Haut (Pujols)
  - Tournon-d'Agenais
  - Villeréal
- Pyrénées-Atlantiques
  - Ainhoa
  - La Bastide-Clairence
  - Navarrenx
  - Saint-Jean-Pied-de-Port
  - Sare

- Vienne
  - Angles-sur-l'Anglin

### Occitanie
- Ariège
  - Camon
- Aude
  - Lagrasse
- Aveyron
  - Belcastel
  - Brousse-le-Château
  - Conques
  - La Couvertoirade
  - Estaing
  - Najac
  - Peyre (gemeente Comprégnac)
  - Saint-Côme-d'Olt
  - Sainte-Eulalie-d'Olt
  - Sauveterre-de-Rouergue
- Gard
  - Aiguèze
  - Lussan
  - La Roque-sur-Cèze
- Gers
  - Fourcès
  - Lavardens
  - Larressingle
  - Montréal-du-Gers
  - La Romieu
  - Sarrant
- Haute-Garonne
  - Saint-Bertrand-de-Comminges
- Hérault
  - Minerve
  - Olargues
  - Saint-Guilhem-le-Désert

- Lot
  - Autoire
  - Capdenac-le-Haut
  - Cardaillac
  - Carennac
  - Loubressac
  - Martel
  - Rocamadour
  - Saint-Cirq-Lapopie
- Lozère
  - La Garde-Guérin (Prévenchères)
  - Le Malzieu-Ville
  - Sainte-Enimie
- Pyrénées-Orientales
  - Castelnou
  - Eus
  - Évol (Olette-Évol)
  - Prats-de-Mollo-la-Preste
  - Villefranche-de-Conflent

- Tarn
  - Castelnau-de-Montmiral
  - Cordes-sur-Ciel
  - Lautrec
  - Monestiés
  - Puycelsi
- Tarn-et-Garonne
  - Auvillar
  - Bruniquel
  - Lauzerte

### Pays de la Loire
- Maine-et-Loire
  - Montsoreau
- Mayenne
  - Sainte-Suzanne
- Vendée
  - Vouvant

### Provence-Alpes-Côte d'Azur
- Alpes-de-Haute-Provence
  - Entrevaux
  - Moustiers-Sainte-Marie
- Alpes-Maritimes
  - Coaraze
  - Gourdon
  - Sainte-Agnès
  - Saorge
- Bouches-du-Rhône
  - Les Baux-de-Provence
- Hautes-Alpes
  - La Grave-la-Meije
  - Saint-Véran
- Var
  - Bargème
  - Le Castellet
  - Cotignac
  - Gassin
  - Seillans
  - Tourtour
- Vaucluse
  - Ansouis
  - Gordes
  - Lourmarin
  - Ménerbes
  - Roussillon
  - Séguret
  - Venasque

### Overzeese departementen
- Réunion
  - Hell-Bourg (Salazie)

## Galerij (selectie)

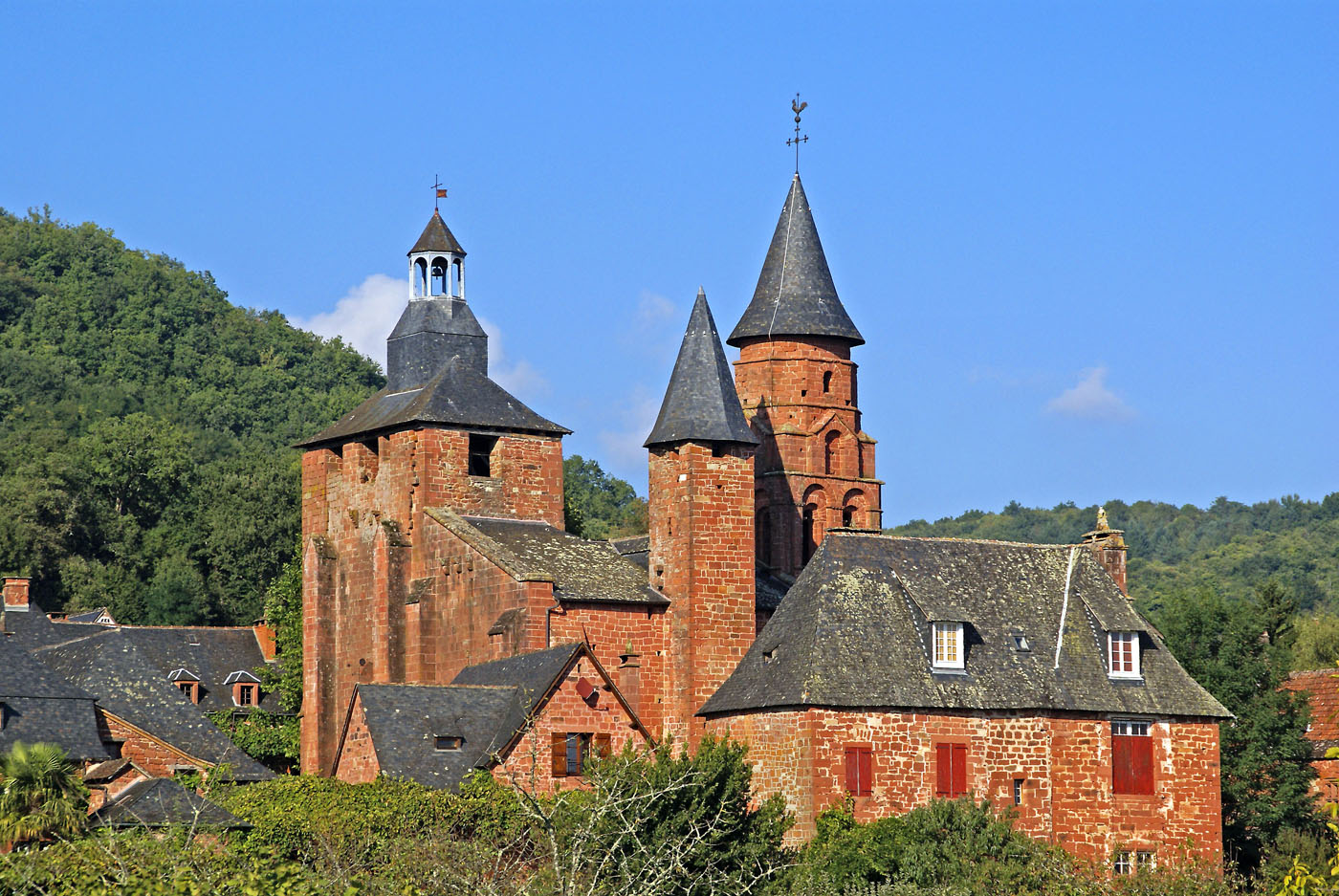
Collonges-la-Rouge in Corrèze
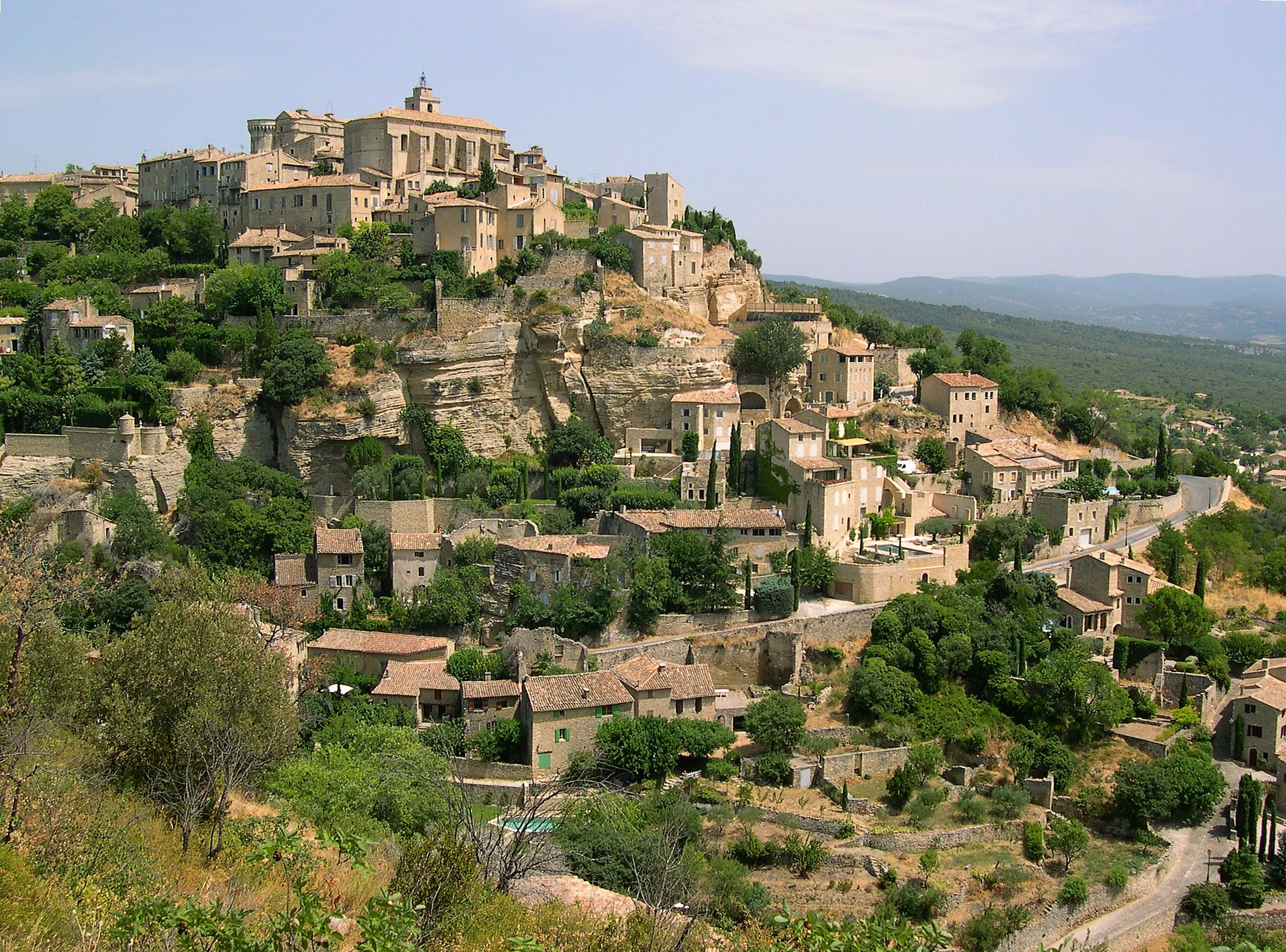
Gordes in de Vaucluse
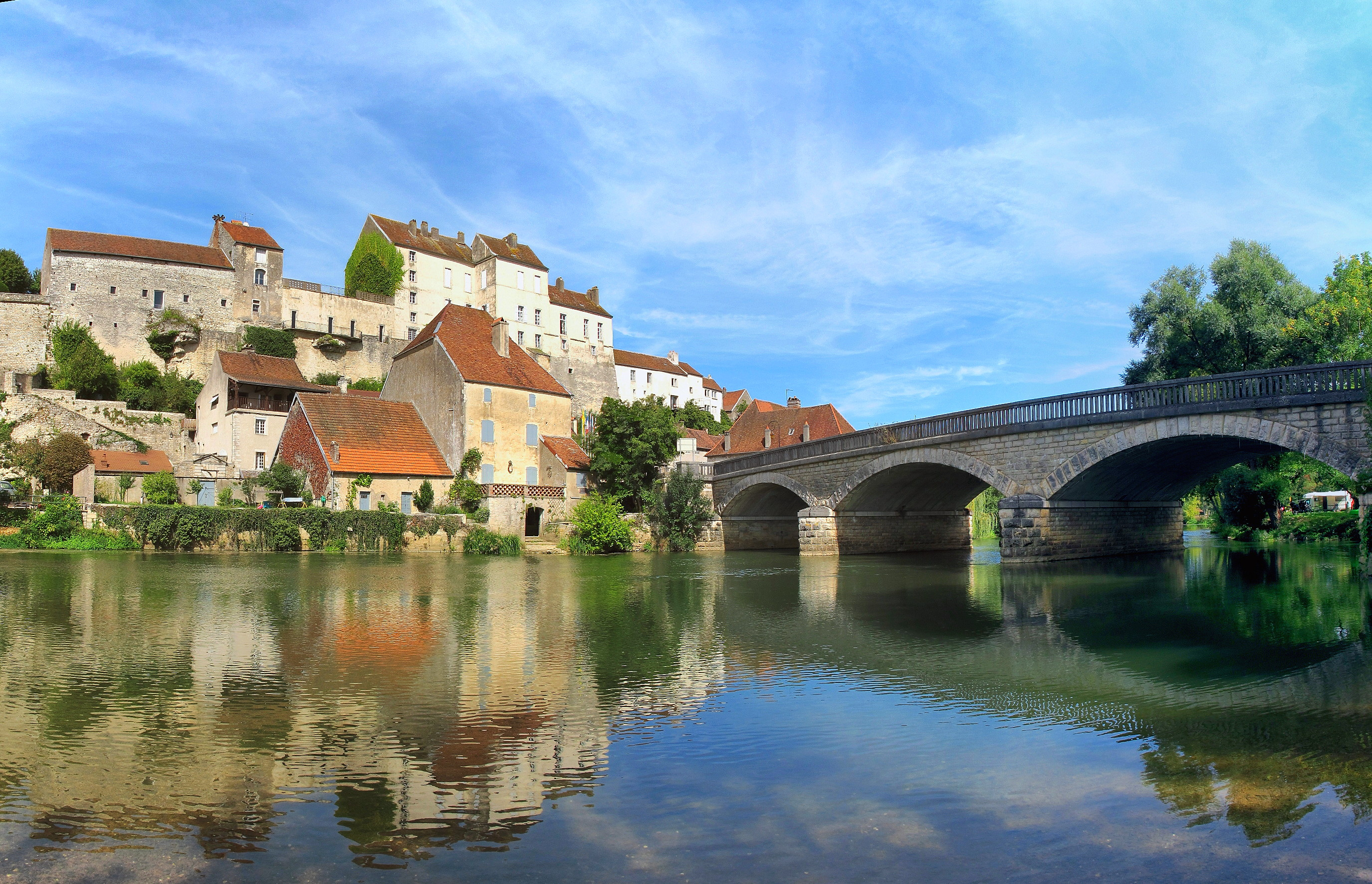
Pesmes in de Haute-Saône
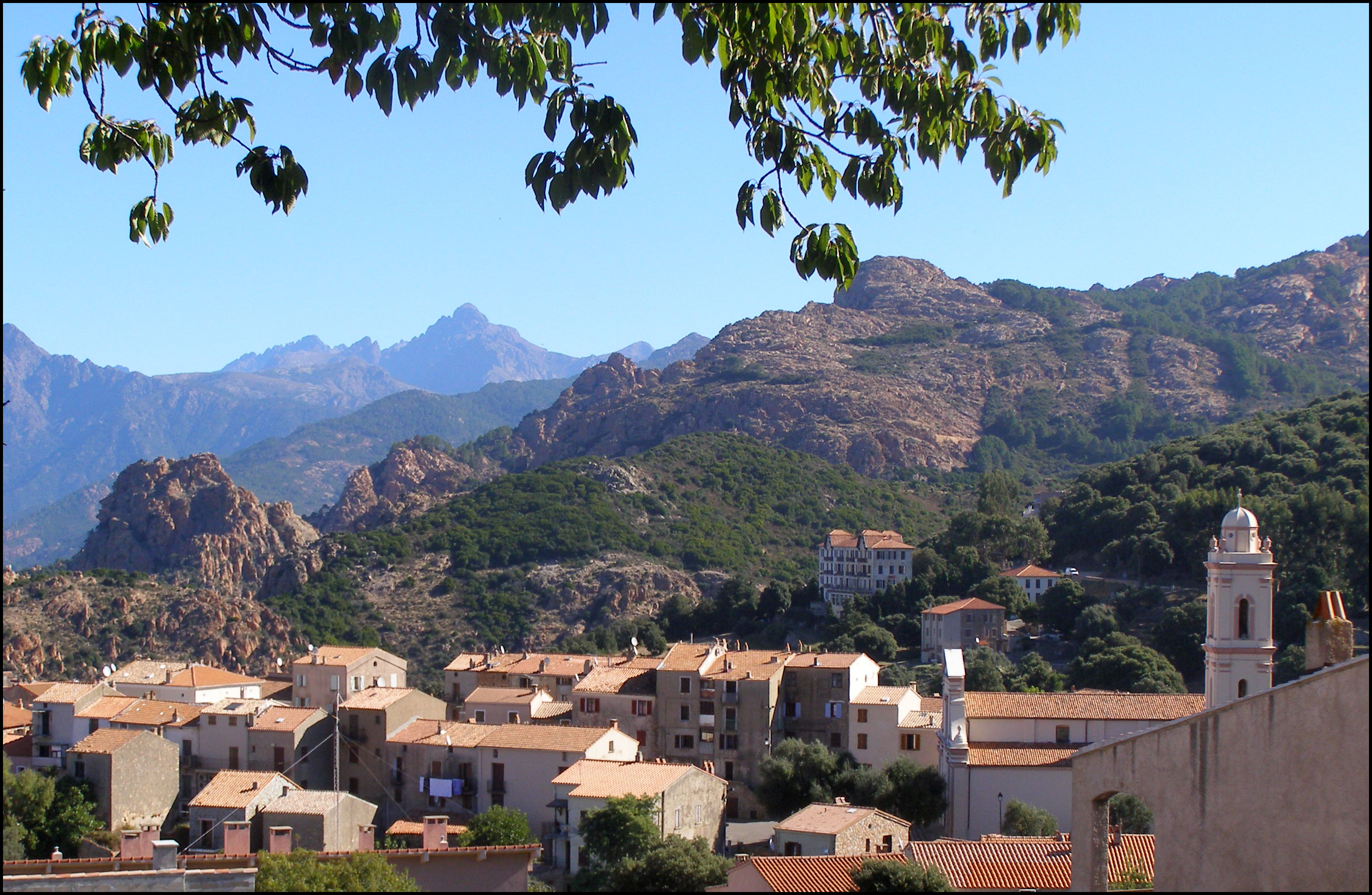
Piana op Corsica
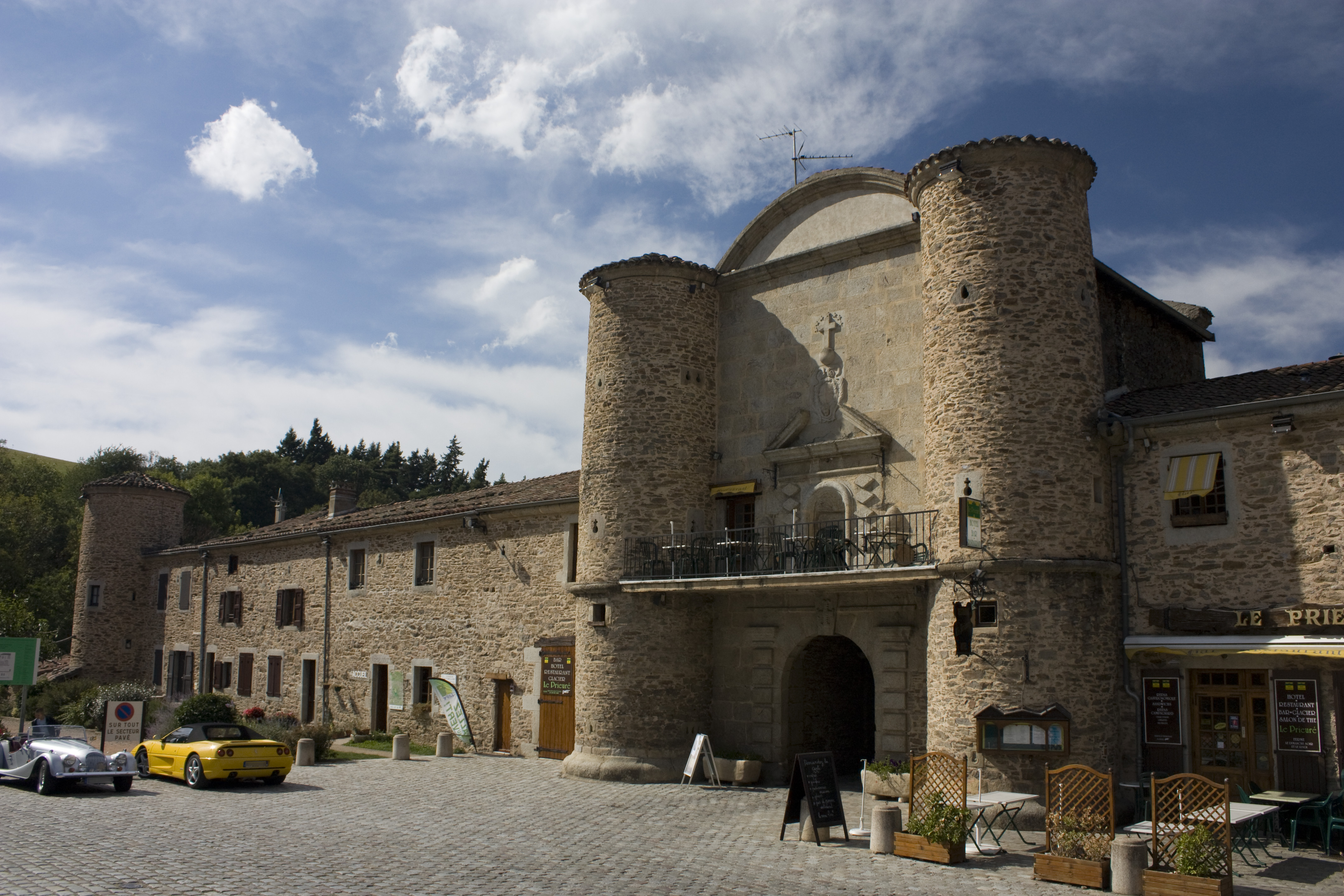
Sainte-Croix-en-Jarez in de Loire
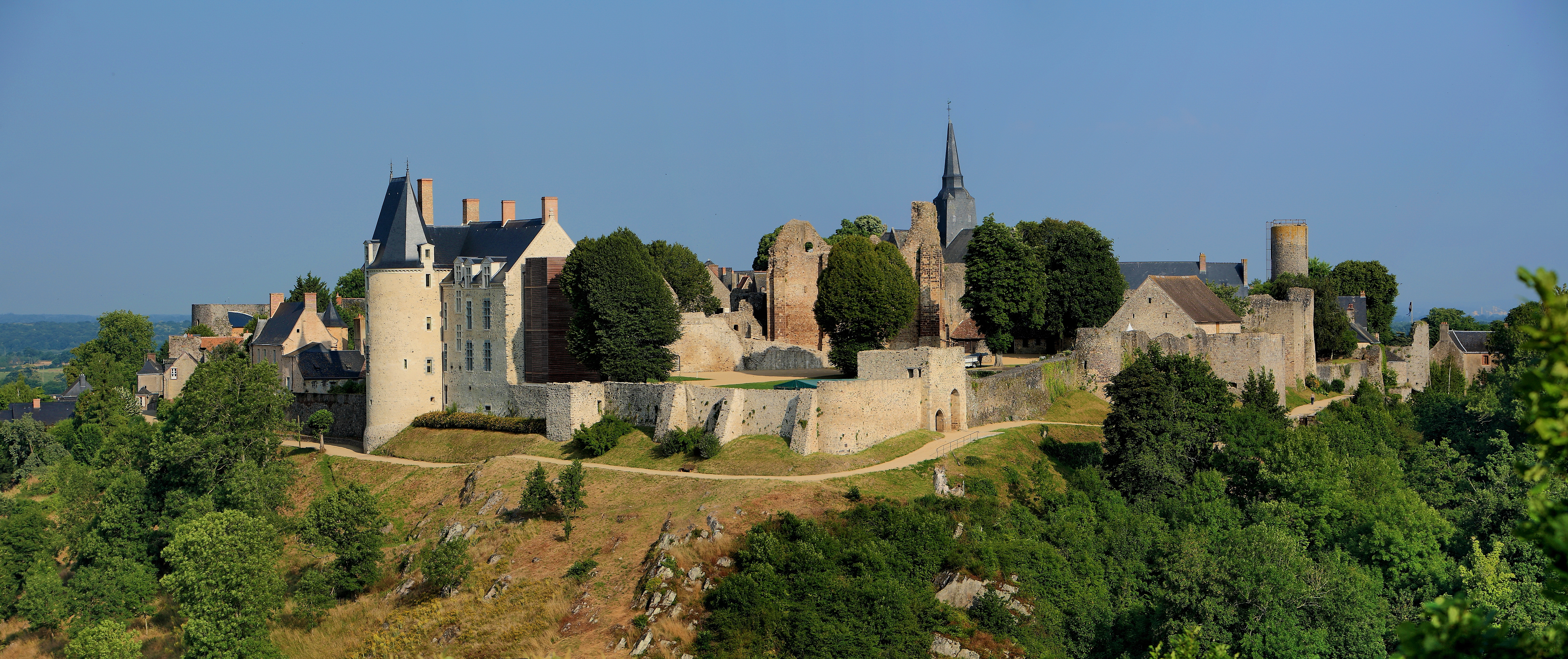
Sainte-Suzanne in Mayenne
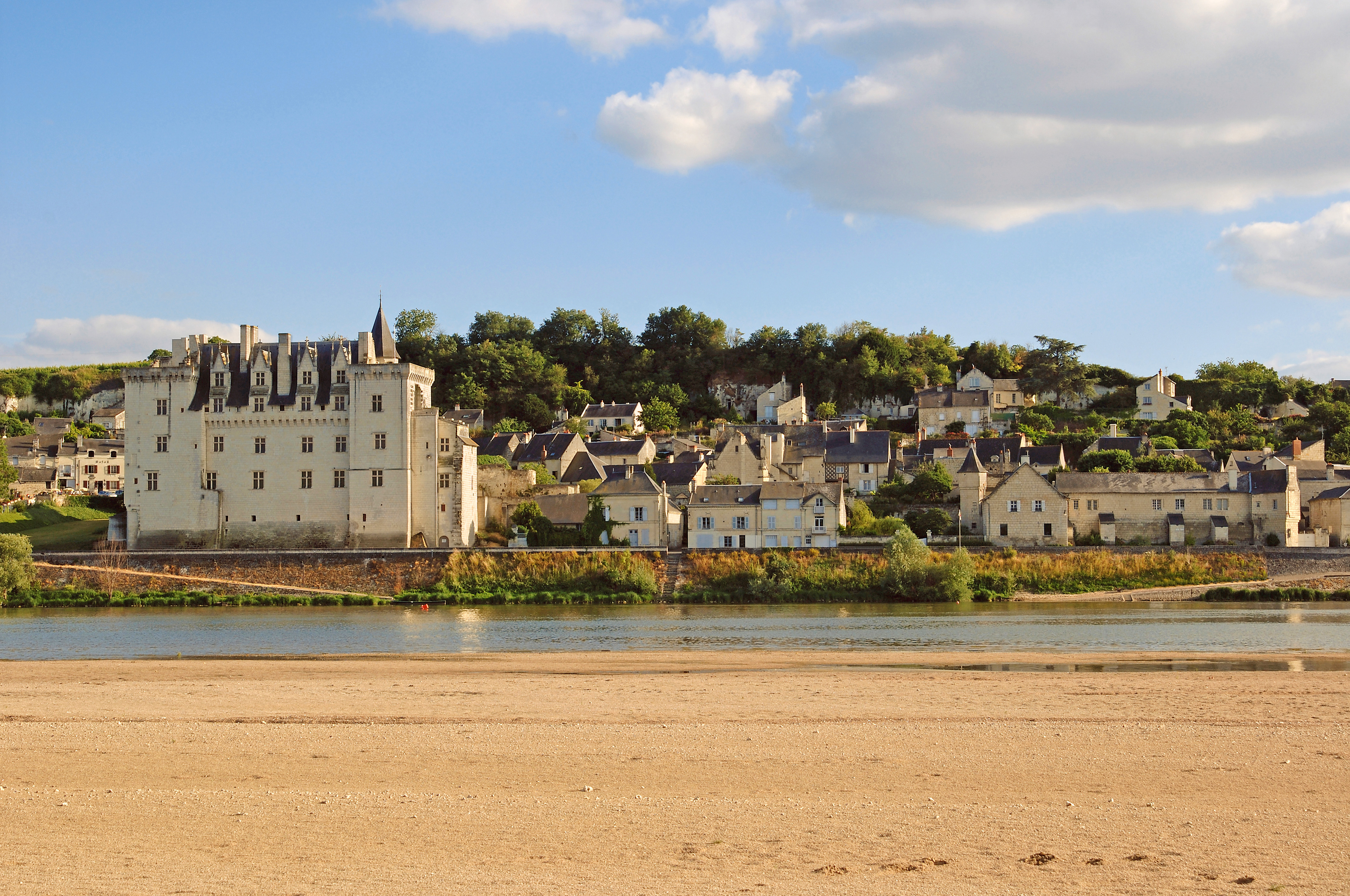
Montsoreau in Maine-et-Loire
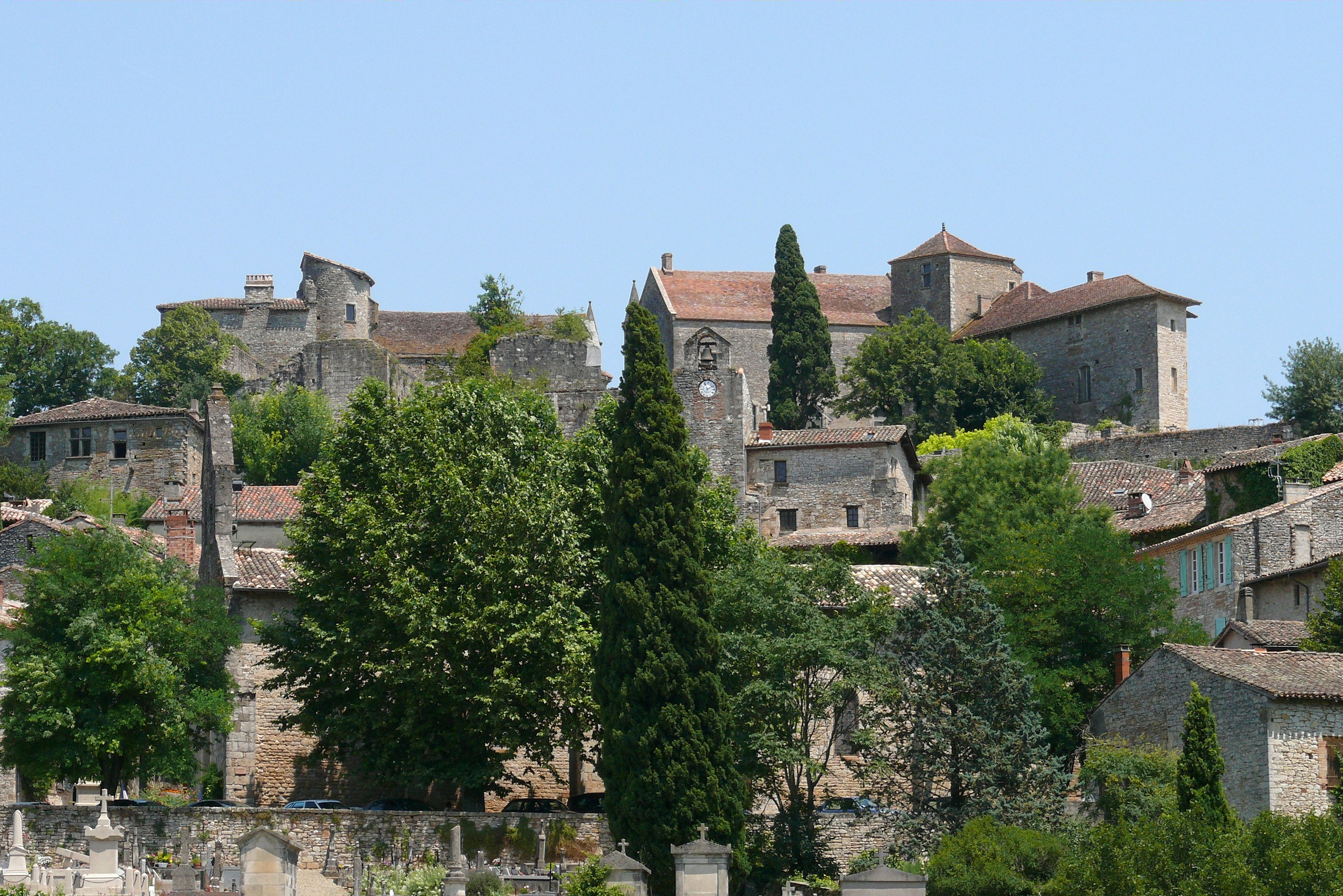
Bruniquel in Tarn-et-Garonne
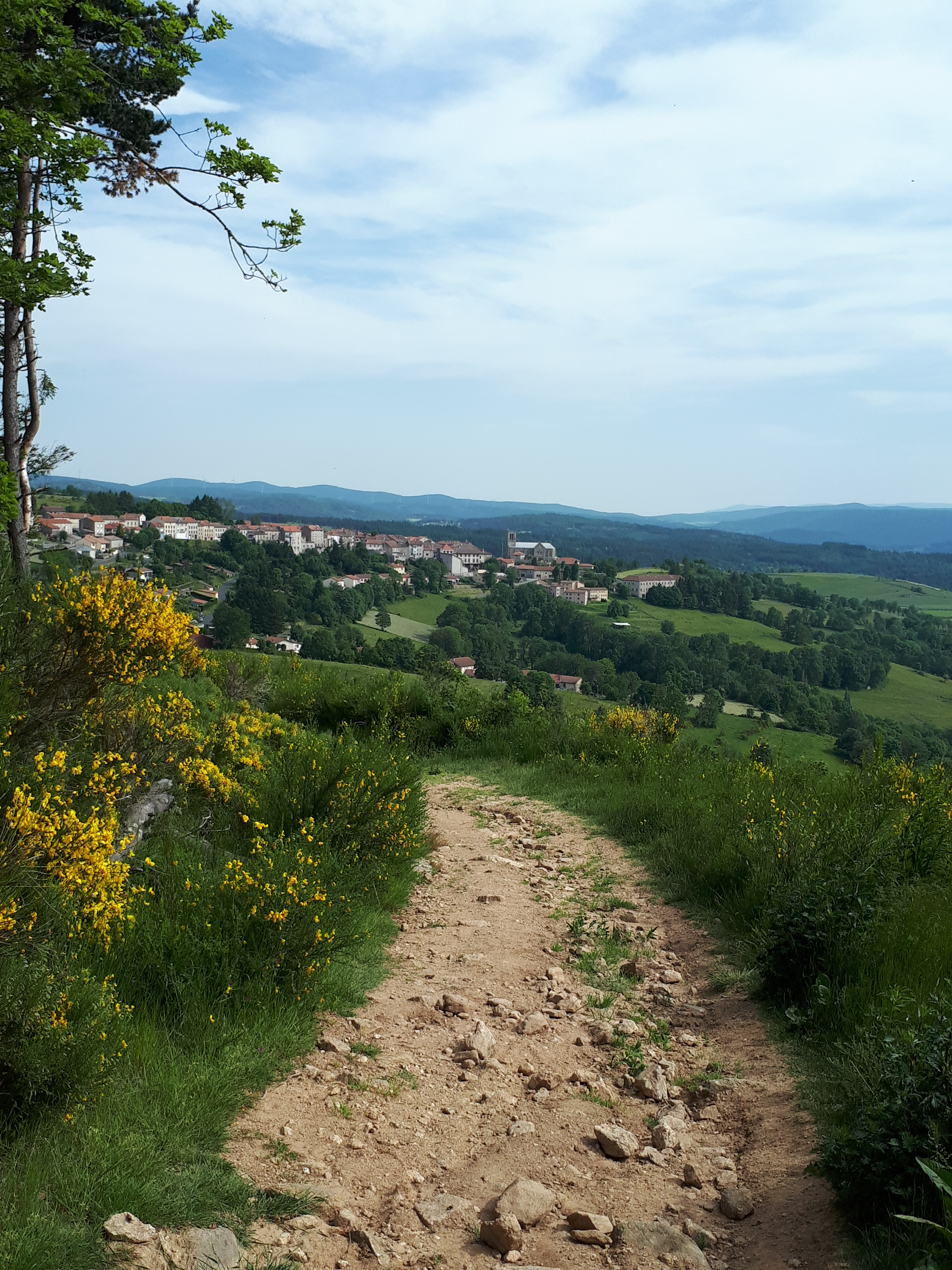
Pradelles in Haute-Loire, aan de GR70
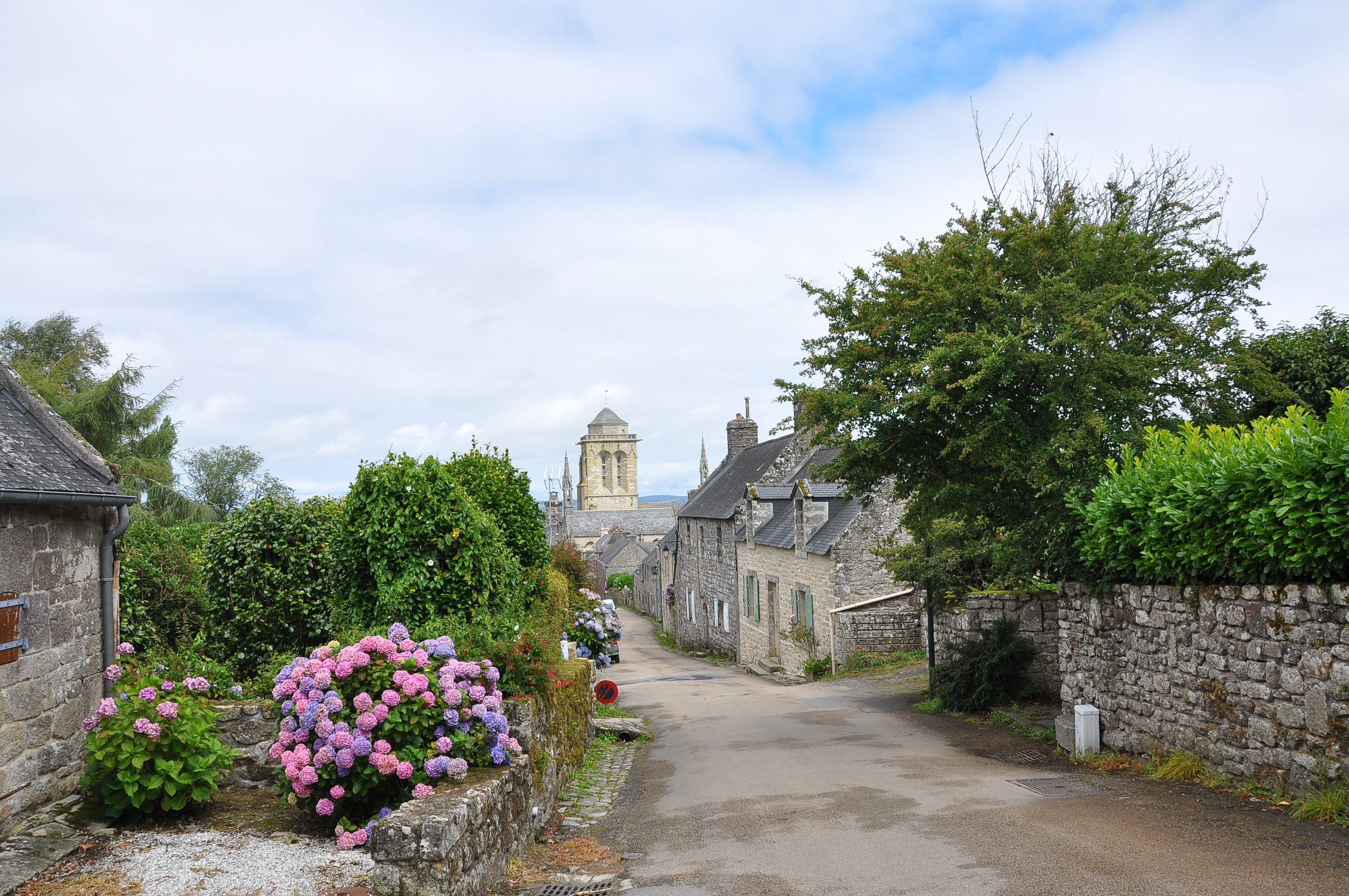
Locronan in Finistère
Barfleur in Manche
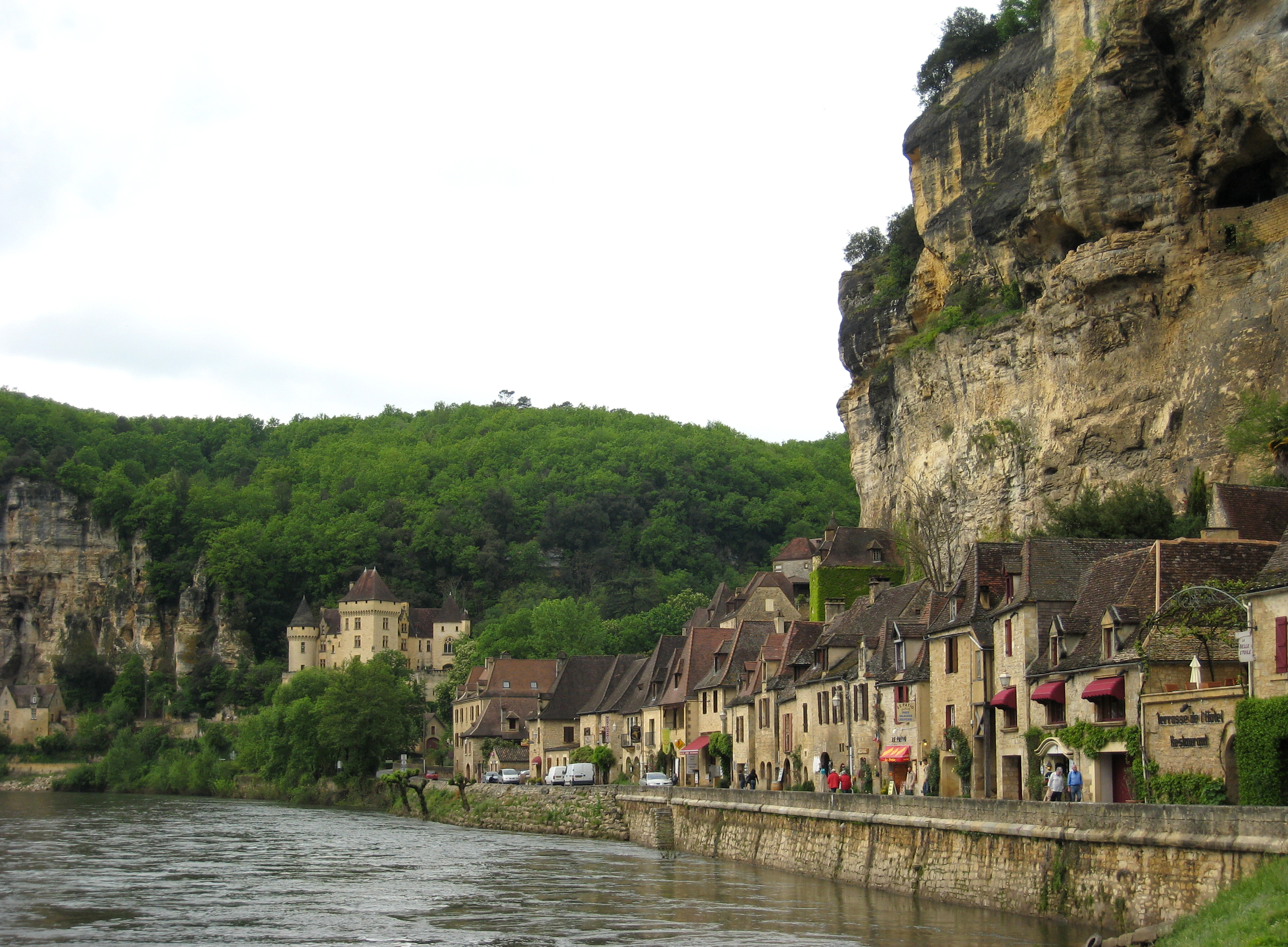
La Roque-Gageac in Dordogne
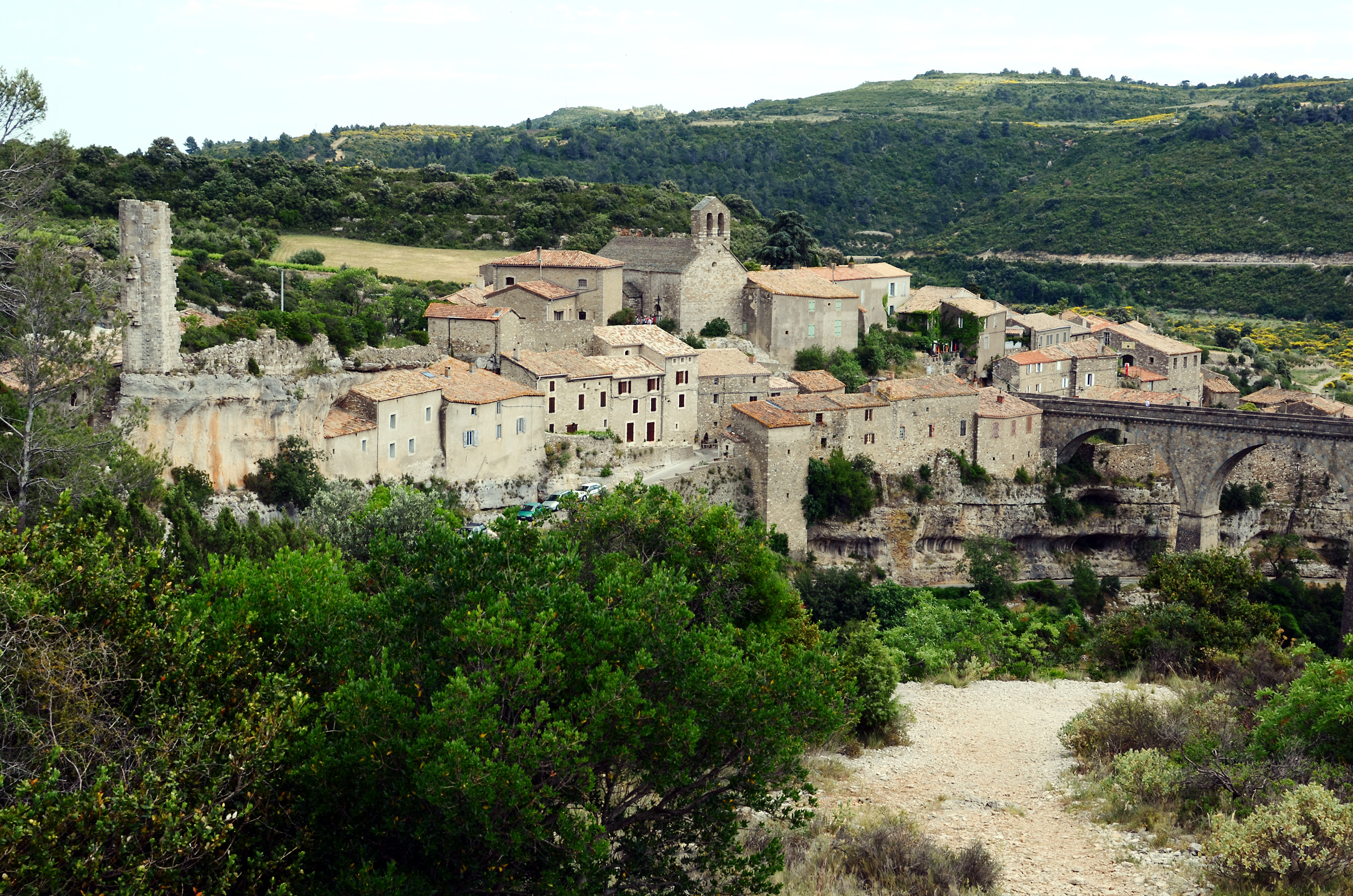
Minerve in Hérault